# Diocèse de Parramatta
Vous pouvez aider à l'améliorer ou bien discuter des problèmes sur sa page de discussion.
- Il ne cite pas suffisamment ses sources. Vous pouvez indiquer les passages à sourcer avec {{référence nécessaire}} ou {{Référence souhaitée}}, et inclure les références utiles en les liant aux notes de bas de page. (Marqué depuis avril 2024)
- Certaines informations devraient être mieux reliées aux sources mentionnées dans la bibliographie ou les liens externes. Améliorez sa vérifiabilité en les associant par des références. (Marqué depuis avril 2024)
- Il ne s’appuie pas, ou pas assez, sur des sources secondaires ou tertiaires. (Marqué depuis avril 2024)

- Archive Wikiwix
- Bing
- Cairn
- DuckDuckGo
- E. Universalis
- Gallica
- Google
- G. Books
- G. News
- G. Scholar
- Persée
- Qwant
- (zh) Baidu
- (ru) Yandex
- (wd) trouver des œuvres sur Wikidata

Le diocèse de Parramatta (en latin : Dioecesis Parramattensis) est un territoire de l'Église catholique en Australie, suffragant de l'archidiocèse de Sydney. Il comptait en 2011 environ 342 000 baptisés sur 1 043 000 habitants. Le siège est tenu depuis 2016 par Vincent Long Van Nguyen (O.F.M.Conv.).

## Territoire
Le diocèse comprend une partie de l'État de Nouvelle-Galles du Sud.
Le siège épiscopal se trouve à Parramatta, à la cathédrale Saint-Patrick (en).
Le territoire est subdivisé en 49 paroisses.

## Histoire
Le diocèse est érigé le 8 avril 1986 par la bulla Venerabilis Frater de Jean-Paul II, recevant son territoire de l'archidiocèse de Sydney.

## Ordinaires
- Bede Vincent Heather : 8 avril 1986 - 10 juillet 1997, démission ;
- Kevin Michael Manning : 10 juillet 1997 - 8 janvier 2010, départ à la retraite ;
- Anthony Colin Fisher (O.P.) : 8 janvier 2010 - 18 septembre 2014, nommé archevêque de Sydney ;
- Vincent Long Van Nguyen (O.F.M.Conv.) : depuis le 5 mai 2016.

## Statistiques
Selon l'Annuaire pontifical de 2012, le diocèse comptait en 2011 un nombre de 342 000 baptisés sur 1 043 000 habitants (32,8 %) avec 138 prêtres, dont 76 séculiers et 62 réguliers, soit un prêtre pour 2 478 fidèles, et 7 diacres permanents, 138 religieux et 248 religieuses, dans 49 paroisses.